# Voleibol nos Jogos Centro-Americanos e do Caribe de 2023 - Masculino
O torneio de voleibol masculino dos Jogos Centro-Americanos e do Caribe de 2023 foi a 23ª edição desta variante organizado pela ODECABE e Comité Olímpico Colombiano, em parceria com a NORCECA  realizado no período de 28 de junho a 2 de julho com as partidas realizadas no Palacio de los Deportes Carlos El Famoso Hernández na capital San Salvador, El Salvador. Oito equipes estiveram participando do torneio,  Guatemala foi representada pelo Centro Caribe Sports.
A Seleção Cubana conquista o título ao vencer na final a República Dominicana, completou o pódio Porto Rico que venceu a disputa pelo bronze diante do Centro Caribe Sports (Guatemala).O líbero cubano Yonder García foi premiado como o melhor jogador do torneio.

## Seleções participantes
As seguintes seleções participaram dos Jogos Centro-Americanos e do Caribeː
| Equipe               | Última participação |
| -------------------- | ------------------- |
| El Salvador          | (Sede), 7º em 2002  |
| Cuba                 | 4º em 2018          |
| República Dominicana | 6º em 2018          |
| Guatemala            | 7º em 2018          |
| México               | 3º em 2018          |
| Porto Rico           | 1º em 2018          |
| Trinidad e Tobago    | 8º em 2018          |
| Suriname             | Estreante           |

## Formato da disputa
O torneio é dividido em duas fases: fase classificatória e fase final. 
Na fase preliminar as 8 equipes participantes foram divididas em dois grupos de 4 equipes, cada grupo foi jogado com um sistema de todos contra todos e as equipes foram classificadas de acordo com os seguintes critérios:
1. Maior número de partidas ganhas.
2. Maior número de pontos obtidos, que são concedidos da seguinte forma:
  - Partida com resultado final 3-0: 5 pontos para o vencedor e 0 pontos para o perdedor.
  - Partida com resultado final 3-1: 4 pontos para o vencedor e 1 pontos para o perdedor.
  - Partida com resultado final 3-2: 3 pontos para o vencedor e 2 pontos para o perdedor.
3. Proporção entre pontos ganhos e pontos perdidos (razão de pontos).
4. Proporção entre os sets ganhos e os sets perdidos (relação Sets).
5. Se o empate persistir entre duas equipes, a prioridade é dada à equipe que venceu a última partida entre as equipes envolvidas.
6. Se o empate persistir entre três equipes ou mais, uma nova classificação será feita levando-se em conta apenas as partidas entre as equipes envolvidas.

## Fase classificatória
Classificação

## Grupo A
|     |                      |     | Jogos | Jogos | Jogos | Resultados | Resultados | Resultados | Resultados | Resultados | Resultados | Sets | Sets | Sets  | Pontos | Pontos | Pontos |
| Pos | Equipe               | Pts | T     | V     | D     | 3–0        | 3–1        | 3–2        | 2–3        | 1–3        | 0–3        | V    | P    | R     | V      | P      | R      |
| --- | -------------------- | --- | ----- | ----- | ----- | ---------- | ---------- | ---------- | ---------- | ---------- | ---------- | ---- | ---- | ----- | ------ | ------ | ------ |
| 1   | Cuba                 | 13  | 3     | 3     | 0     | 1          | 2          | 0          | 0          | 0          | 0          | 9    | 2    | 4.500 | 266    | 218    | 1.220  |
| 2   | República Dominicana | 6   | 3     | 2     | 1     | 1          | 1          | 0          | 0          | 1          | 0          | 7    | 4    | 1.750 | 267    | 232    | 1.151  |
| 3   | México               | 3   | 3     | 1     | 2     | 1          | 0          | 0          | 0          | 2          | 0          | 5    | 6    | 0.833 | 240    | 246    | 0.976  |
| 4   | Suriname             | 0   | 3     | 0     | 3     | 0          | 0          | 0          | 0          | 0          | 3          | 0    | 9    | 0,000 | 148    | 225    | 0.658  |

Resultados
| Data   | Hora  |                      | Placar |                      | Set 1 | Set 2 | Set 3 | Set 4 | Set 5 | Total  | Relatório |
| ------ | ----- | -------------------- | ------ | -------------------- | ----- | ----- | ----- | ----- | ----- | ------ | --------- |
| 28 jun | 10:30 | México               | 1–3    | República Dominicana | 17–25 | 31–29 | 20–25 | 18–25 |       | 86–104 | P2P3      |
| 28 jun | 13:44 | Cuba                 | 3–0    | Suriname             | 25–20 | 25–12 | 25–19 |       |       | 75–51  | P2P3      |
| 29 jun | 17:00 | México               | 3–0    | Suriname             | 25–14 | 25–21 | 25–13 |       |       | 75–48  | P2P3      |
| 29 jun | 20:00 | Cuba                 | 3–1    | República Dominicana | 22–25 | 25–23 | 25–22 | 25–18 |       | 97–88  | P2P3      |
| 30 jun | 10:30 | República Dominicana | 3–0    | Suriname             | 25–12 | 25–16 | 25–21 |       |       | 75–49  | P2P3      |
| 30 jun | 20:00 | Cuba                 | 3–1    | México               | 25–17 | 25–19 | 19–25 | 25–18 |       | 94–79  | P2P3      |

## Grupo B
|     |                   |     | Jogos | Jogos | Jogos | Resultados | Resultados | Resultados | Resultados | Resultados | Resultados | Sets | Sets | Sets  | Pontos | Pontos | Pontos |
| Pos | Equipe            | Pts | T     | V     | D     | 3–0        | 3–1        | 3–2        | 2–3        | 1–3        | 0–3        | V    | P    | R     | V      | P      | R      |
| --- | ----------------- | --- | ----- | ----- | ----- | ---------- | ---------- | ---------- | ---------- | ---------- | ---------- | ---- | ---- | ----- | ------ | ------ | ------ |
| 1   | Porto Rico        | 15  | 3     | 3     | 0     | 3          | 0          | 0          | 0          | 0          | 0          | 9    | 0    | MAX   | 228    | 168    | 1.357  |
| 2   | Guatemala         | 6   | 3     | 2     | 1     | 0          | 2          | 0          | 0          | 0          | 1          | 6    | 5    | 1.200 | 246    | 248    | 0.992  |
| 3   | El Salvador       | 3   | 3     | 1     | 2     | 1          | 0          | 0          | 0          | 1          | 1          | 4    | 6    | 0.667 | 221    | 229    | 0.965  |
| 4   | Trinidad e Tobago | 0   | 3     | 0     | 3     | 0          | 0          | 0          | 0          | 1          | 2          | 1    | 9    | 0.111 | 200    | 250    | 0.800  |

Resultados
| Data   | Hora  |             | Placar |                   | Set 1 | Set 2 | Set 3 | Set 4 | Set 5 | Total  | Relatório |
| ------ | ----- | ----------- | ------ | ----------------- | ----- | ----- | ----- | ----- | ----- | ------ | --------- |
| 28 jun | 15:08 | Porto Rico  | 3–0    | Guatemala         | 25–15 | 25–18 | 25–18 |       |       | 75–51  | P2P3      |
| 28 jun | 20:00 | El Salvador | 3–0    | Trinidad e Tobago | 25–15 | 25–18 | 25–23 |       |       | 75–56  | P2P3      |
| 29 jun | 10:30 | Porto Rico  | 3–0    | Trinidad e Tobago | 25–19 | 25–16 | 25–19 |       |       | 75–54  | P2P3      |
| 29 jun | 15:08 | El Salvador | 1–3    | Guatemala         | 18–25 | 22–25 | 25–20 | 18–25 |       | 83–95  | P2P3      |
| 30 jun | 13:30 | Guatemala   | 3–1    | Trinidad e Tobago | 25–23 | 25–27 | 25–19 | 25–21 |       | 100–90 | P2P3      |
| 30 jun | 10:30 | El Salvador | 0–3    | Porto Rico        | 20–25 | 26–28 | 17–25 |       |       | 63–78  | P2P3      |

## Fase final

### Chaveamento final
|  | Semifinais | Semifinais           | Semifinais |  |  | Final    | Final                | Final    |
|  |            |                      |            |  |  |          |                      |          |
|  | A1         | Cuba                 | 3          |  |  |          |                      |          |
|  | B2         | Guatemala            | 0          |  |  |          |                      |          |
|  |            |                      |            |  |  | SF1      | Cuba                 | 3        |
|  |            |                      |            |  |  | SF2      | República Dominicana | 0        |
|  | B1         | Porto Rico           | 2          |  |  |          |                      |          |
|  | A2         | República Dominicana | 3          |  |  | 3° lugar | 3° lugar             | 3° lugar |
|  |            |                      |            |  |  | SF1      | Guatemala            | 0        |
|  |            |                      |            |  |  | SF2      | Porto Rico           | 3        |

### Classificação do 5° ao 8° lugares
| Data  | Hora  |             | Placar |                   | Set 1 | Set 2 | Set 3 | Set 4 | Set 5 | Total | Relatório |
| ----- | ----- | ----------- | ------ | ----------------- | ----- | ----- | ----- | ----- | ----- | ----- | --------- |
| 1 jul | 10:30 | México      | 3–0    | Trinidad e Tobago | 25–16 | 25–16 | 25–12 |       |       | 75–44 | P2P3      |
| 1 jul | 13:30 | El Salvador | 3–0    | Suriname          | 25–19 | 25–23 | 25–22 |       |       | 75–64 | P2P3      |

### Semifinais
| Data  | Hora  |            | Placar |                      | Set 1 | Set 2 | Set 3 | Set 4 | Set 5 | Total   | Relatório |
| ----- | ----- | ---------- | ------ | -------------------- | ----- | ----- | ----- | ----- | ----- | ------- | --------- |
| 1 jul | 10:30 | Cuba       | 3–0    | Guatemala            | 25–17 | 25–13 | 25–17 |       |       | 75–47   | P2P3      |
| 1 jul | 20:00 | Porto Rico | 2–3    | República Dominicana | 25–21 | 21–25 | 21–25 | 25–23 | 11–15 | 103–109 | P2P3      |

### Sétimo lugar
| Data  | Hora  |                   | Placar |          | Set 1 | Set 2 | Set 3 | Set 4 | Set 5 | Total | Relatório |
| ----- | ----- | ----------------- | ------ | -------- | ----- | ----- | ----- | ----- | ----- | ----- | --------- |
| 2 jul | 10:30 | Trinidad e Tobago | 1–3    | Suriname | 18–25 | 18–25 | 25–21 | 24–26 |       | 85–97 | P2P3      |

### Quinto lugar
| Data  | Hora  |        | Placar |             | Set 1 | Set 2 | Set 3 | Set 4 | Set 5 | Total | Relatório |
| ----- | ----- | ------ | ------ | ----------- | ----- | ----- | ----- | ----- | ----- | ----- | --------- |
| 2 jul | 12:00 | México | 3–0    | El Salvador | 25–17 | 25–17 | 25–15 |       |       | 75–49 | P2P3      |

### Terceiro lugar
| Data  | Hora  |           | Placar |            | Set 1 | Set 2 | Set 3 | Set 4 | Set 5 | Total | Relatório |
| ----- | ----- | --------- | ------ | ---------- | ----- | ----- | ----- | ----- | ----- | ----- | --------- |
| 2 jul | 15:00 | Guatemala | 0–3    | Porto Rico | 19–25 | 23–25 | 14–25 |       |       | 56–75 | P2P3      |

### Final
| Data  | Hora  |      | Placar |                      | Set 1 | Set 2 | Set 3 | Set 4 | Set 5 | Total | Relatório |
| ----- | ----- | ---- | ------ | -------------------- | ----- | ----- | ----- | ----- | ----- | ----- | --------- |
| 2 jul | 20:00 | Cuba | 3–0    | República Dominicana | 25–17 | 25–17 | 25–22 |       |       | 75–56 | P2P3      |